# スペシャルリザーブ
スペシャルリザーブ（正式名称・サントリースペシャルリザーブ）は、サントリー（二代目法人、旧・サントリーBWS/サントリースピリッツ/サントリービール/サントリー酒類〈二代目法人〉/サントリーワインインターナショナルほか）が製造・販売する純国産ブレンデッド・ウイスキー（日本洋酒酒造組合の定めるジャパニーズ・ウイスキーの表示基準に合致した商品）の一つである。サントリーの前身、壽屋の創業年の1899年からかぞえ、70周年を記念して発売された。サントリーウイスキーの中ではーホワイト、レッド、角瓶、トリス、オールド、ローヤルにつぐロングセラーブランドである。

## 歴史
先代鳥井信治郎の遺志を継いで社長の座に就いた佐治敬三は、1962年の酒税法改正を機に新たなウイスキーの開発を進める。それまで雑酒として扱われていた（この当時日本では、まだ日本酒主体の税制下にあった）洋酒が法改正によって細かく分類され、ウイスキーづくりにおいて絶好の機会であった。競合他社のニッカウヰスキーは、一足早く1964年にモルトウイスキーとグレーンウイスキーをブレンドさせた二級ウイスキーのハイニッカ、さらにその翌年には特級ウイスキーから一級ウイスキーに降格し、全面改良を施したブラックニッカ（2代目）も発売しており、これがヒット商品になっていた。
一方サントリーは、戦前の1930年に発売され、その後、売れ行き不振で出荷停止になっていた「赤札」にさらなる改良を重ね、名前をサントリーレッドへ改めて1964年に市場へ投入するもこれは決定打にならなかった。さらに同年、最高級モルト・ウイスキーのみを厳選した特級のブレンデッドモルトウイスキーのインペリアルを送り出したが、これは却って販売価格が高額すぎたため（当時）売り上げは一時的なものに留まった。
サントリーは、1970年の大阪・千里で開催される日本万国博覧会にパビリオンを出展することが決まっていたことから、「海外から来たお客さんが見ても、見劣りのしないウイスキーを」という佐治の号令のもと新しい製品の開発に乗り出し、日本万国博覧会開催の前年の1969年にサントリーリザーブは誕生する。都市圏のバーやパブなどの店では、当時は高嶺の花で手が出なかったオールドよりも頼みやすいとたちまち評判になり、サントリーリザーブは新たなサントリーの看板商品になる。同様に同万博のパビリオンでもサントリーウイスキーは世界各国の観光客から評判を持って迎えられた。
また発売当時の「国産品と呼ばずに、国際品と呼んでください」というコピーからもわかるように、1971年の舶来ウイスキーの自由化の到来によりできあがった舶来vs国産という構図に世界基準品質という概念を取り入ることで、同社のウイスキーのブランドイメージを確立させようという狙いもあり、それが見事に当たった結果となった。
くしくも1969年は、ニッカウヰスキーが宮城峡蒸溜所を竣工しており、ここからサントリーとニッカ、さらに麒麟麦酒と、カナダのシーグラム社（現・仏ペルノ・リカール社）とイギリスのシーバス・ブラザーズ社（現・仏ペルノ・リカール社）が3国共同で組んだキリン・シーグラム（現・キリンディスティラリー）や三楽オーシャン（現・メルシャン）などを巻き込んだ本格的な洋酒業界の競争が始まってゆくことになる（同様にサントリーもこれから先の需要拡大を見越して、1973年に白州蒸留所を竣工している）。

## その他

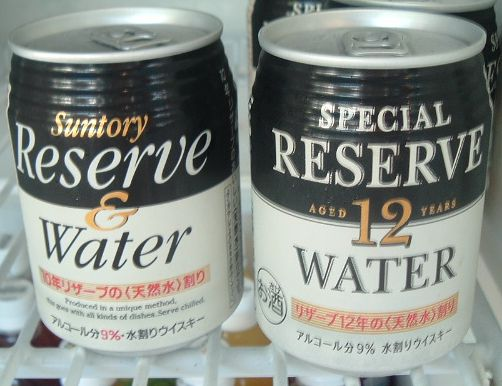
リザーブ&ウォーター缶(左:10年物時代/右:12年物)

- もともとは黒いボトルに白いキャップがオリジナルになっているが、過去に何度かリニューアルされ、1988年には黒を基調にしたトータルデザインに変わり、ミッキー・ロークを起用したCMが話題を呼んだ。
- 新聞広告でもこれまでに数多くのモノが掲載されているが、有名なものに1982年から1985年頃までコピーライターの西村佳也と、当時版画家だった伊藤方也がイラストを担当した「大根役者」、「十二単衣」、「つの字」、「無分別」などといった季節の食べ物をテーマにした「日本に生まれたことを喜びたい」のシリーズ広告がある。西村が明治・大正期の文豪よろしく書いた歴史的仮名遣いを用いたコピーと、伊藤が初めて挑んだ水墨画による広告はエンタテイメントとしても高い評判も受けたことで、伊藤はこの一連のシリーズ広告の後に、版画家から水墨画家へと転身している。
- 1984年には、これまでの黒のボトルと違った、クリアボトルに白いラベルの「サントリーリザーブ・シルキー」が発売され、CMにマット・ディロンが起用される。また、音楽は、坂本龍一がオリジナル曲を提供。ちなみに黒→白というボトルカラーのみならず、トータルなイメージ（その他ドアを開けて、部屋に入りこんだピンクの象がたわむれている）を変えたいという狙いから、CMのキャッチコピーは「時代なんか、パッと変わる」になっている。
- 1993年から1995年まで本木雅弘や加藤賢崇、大和武士、白島靖代、CHARA、竹中直人、夏川結衣らを起用してつくられたシリーズCM「リザーブ友の会」が制作され、テレビ放映されている。また同じ頃に「ウイスキーは冷蔵庫へ」のキャッチコピーでシロクマが冷蔵庫からリザーブの水割り瓶を取り出す「リザーブ&ウォーター」のCMも放映されて話題を呼んだ（現在「リザーブ&ウォーター」は瓶ではなく、250ml缶のみが販売されている）。この頃は、薄いスモークグリーンの瓶に黒の丸いラベルだった。
- 1996年にはリザーブが10年物にリニューアルされる。沢田研二と奥田瑛二が共演したCMが放映され、新たにスリムボトルが登場した。また1998年には「リザーブ10年・シェリー樽仕上げ」が発売され、佐藤浩市や木村拓哉を起用したCMが評判となり、一時的に女性の間でウィスキーブームが起こった（現在、シェリー樽仕上げは製造終了）。ちなみにCMにおける「10年経って、いい味になりました」というナレーションは、前述の1988年のリニューアルを指している。
- 2006年からは、12年物になり、黒いボトルに白いキャップシール（ネックラベルも白いがキャップ自体は黒）に戻っている。価格は据え置かれたが、アルコール度数（アルコール分）が43%から40%に下がり、容量も750mlから700mlにシュリンクダウン（減量）されている。
- 2008年9月に、値上げとともに再び全面改良を実施。12年表記が消え事実上、「ノンエイジ」扱いとなったが、「Luscious Elegant Aroma」という表記が入り、「BLENDED & BOTTLED BY SUNTORY LIMITED」の表記が大きくなっている。